# Inganga
Inganga ou ganga (em quimbundo: n'ganga) é o herbalista (que pesquisa plantas 
curadoras) ou curandeiro espiritual em muitas sociedades africanas e também em muitas sociedades da diáspora africana, tais como aquelas no Haiti, Brasil e Cuba.
No Haiti, o termo do vudu para designar um alto sacerdote, hungã, é derivado dessa palavra. Em Cuba, refere-se a uma certa criação feita com uma panela de ferro em que vários itens são colocados. Também se refere ao espírito do morto que aí resida Na África do Sul, tem um papel medicinal em contraste com o sangoma, quem lida com os espíritos. Em suaíli, nganga refere-se para um médico qualificado ou médico tradicional. 